# Música Criolla
Die Música Criolla, auch canción Criolla, ist ein Genre der peruanischen Musik, geprägt von Einflüssen afrikanischer, europäischer (spanischer) und andiner Musik. Die Bezeichnung basiert auf dem Begriff criolla und spiegelt die Musik von der Küste Perus wider. Die Música Criolla ist ein sozial-integratives Element der peruanischen Nation. Ein Stil der Música Criolla ist der Marinera, ein Musik- und Tanzstil von der Nordküste Perus.